# Campeonato de Hockey sobre Hielo de Kazajistán
El Campeonato de Hockey sobre Hielo de Kazajistán (en kazajo: Шайбалық хоккей бойынша Қазақстан Республикасының ашық чемпионаты, en ruso: Открытый Чемпионат Республики Казахстан по хоккею с шайбой), conocido comercialmente como Pro Hokei Ligasy y anteriormente denominado como Campeonato Abierto de Hockey sobre Hielo de Kazajistán (en kazajo: Шайбалық хоккей бойынша Қазақстан Республикасының ашық чемпионаты (Şaibalyq Hokkei boiynşa Qazaqstan Respublikasynyñ aşyq çempionaty)y en ruso: Открытый Чемпионат Республики Казахстан по хоккею с шайбой (Otkrytyj Chempionat Respubliki Kazakstan po hokkeju s shayboy), comúnmente conocido como Campeonato de Hockey de Kazajistán, es un torneo anual de hockey sobre hielo que ofrece el premio de Campeón Nacional al mejor equipo de Kazajistán.

## Equipos

### Equipos actuales
| Equipo             | Ciudad     | Fundado | Arena                                    | Capacidad |
| ------------------ | ---------- | ------- | ---------------------------------------- | --------- |
| Altaï Torpedo      | Öskemen    | 2007    | Palacio de Deportes Boris Alexandrov     | 4.400     |
| Arlan Kökşetaw     | Kokshetau  | 2009    | Arena Burabay                            | 1,500     |
| Beïbarıs Atıraw    | Atirau     | 2009    | Palacio de Hielo Khiuaz Dospanova        | 800       |
| Gornyak Rudnıy     | Rudny      | 1958    | Palacio de Hielo Rudnıy                  | 1,500     |
| Torpedo Öskemen    | Öskemen    | 1955    | Palacio de Deportes Boris Alexandrov     | 4,310     |
| HC Aqtöbé          | Aktobé     | 2018    | Palacio de Deportes de Aktobe            | 2,348     |
| HC Almatı          | Alma Ata   | 2010    | Palacio Deportes y Cultura Baluan Sholak | 5,000     |
| HC Temirtau        | Temirtau   | 2012    | Palacio de Hielo de Temirtau             | 2,607     |
| Qulager Petropavl  | Petropavl  | 2015    | Palacio de Deportes Alexander Vinokourov | 1,000     |
| Nomad Nursultán    | Nur-Sultán | 2007    | Palacio de Deportes de Kazajistán        | 4.070     |
| Saryarqa Qarağandı | Karagandá  | 2006    | Arena Karagandá                          | 5,500     |
| Barys Nursultán    | Nur-Sultán | 2011    | Palacio de Deportes de Kazajistán        | 5,500     |
| Ertis Pavlodar     | Pávlodar   | 2009    | Palacio de Hielo de Astaná               | 2,800     |

### Equipos desaparecidos
- Avtomobïlïst Qarağandı
- Arıstan Temirtaw
- Barıs Nursultan
- Bolat Temirtaw
- Qazaqmıs Satbaev
- Magnïtka Temirtau
- Yenbek Almatı
- Esil Petropávlovsk

## Campeones
| Temporada | Oro                                                  | Plata                                                | Bronce                                               |
| 1992–93   | Torpedo Öskemen                                      | Avtomobilist Qarağandy                               | Bolat Temirtau                                       |
| 1993–94   | Torpedo Öskemen                                      | Stroïtel Qarağandy                                   | Bolat Temirtau                                       |
| 1994–95   | Torpedo Öskemen                                      | Bolat Temirtau                                       | Stroïtel Qarağandy                                   |
| 1995–96   | Torpedo Öskemen                                      | Stroïtel Qarağandy                                   | Altaï Torpedo                                        |
| 1996–97   | Torpedo Öskemen                                      | Altaï Torpedo                                        | Torpedo Öskemen sub-18                               |
| 1997–98   | Torpedo Öskemen                                      | Bolat Temirtau                                       | Altaï Torpedo                                        |
| 1998–99   | Bolat Temirtau                                       | Avtomobilist Qarağandy                               | Qazaqmys Qarağandy                                   |
| 1999–00   | Torpedo Öskemen                                      | Barys Astana                                         | CSKA Temirtau                                        |
| 2000–01   | Torpedo Öskemen                                      | Barys Astana                                         | CSKA Temirtau                                        |
| 2001-02   | Torpedo Öskemen                                      | Barys Astana                                         | Rudnyï Kuat                                          |
| 2002-03   | Torpedo Öskemen                                      | Qazaqmys Qarağandy                                   | Yenbek Almatý                                        |
| 2003-04   | Torpedo Öskemen                                      | Rudnyï Gornïak                                       | Qazaqmys Qarağandy                                   |
| 2004-05   | Torpedo Öskemen                                      | Qazaqmys Qarağandy                                   | Rudnyï Gornïak                                       |
| 2005-06   | Qazaqmys Qarağandy                                   | Kazzinc-Torpedo                                      | Rudnyï Gornïak                                       |
| 2006-07   | Torpedo Öskemen                                      | Qazaqmys Qarağandy                                   | Rudnyï Gornïak                                       |
| 2007-08   | Barys Astana                                         | Rudnyï Gornïak                                       | Torpedo Öskemen                                      |
| 2008-09   | Barys Astana                                         | Torpedo Öskemen                                      | Qazaqmys Qarağandy                                   |
| 2009-10   | Sarıarqa Qarağandy                                   | Beïbarys Atyrau                                      | Ertis Pavlodar                                       |
| 2010-11   | Beïbarys Atyrau                                      | Nomad Astana                                         | Sariarqa Qarağandy                                   |
| 2011-12   | Beïbarys Atyrau                                      | Ertis Pavlodar                                       | Sariarqa Qarağandy                                   |
| 2012-13   | Ertis Pavlodar                                       | Beïbarys Atyrau                                      | Arlan Kökşetau                                       |
| 2013-14   | Ertis Pavlodar                                       | Arlan Kökşetau                                       | Arystan Temirtau                                     |
| 2014-15   | Ertis Pavlodar                                       | Arlan Kökşetau                                       | Rudnyï Gornïak                                       |
| 2015-16   | Beïbarys Atyrau                                      | Arlan Kökşetau                                       | Qulager Petropavl                                    |
| 2016-17   | Nomad Astana                                         | Temirtau                                             | Arlan Kokshetau                                      |
| 2017-18   | Arlan Kökşetau                                       | Nomad Astana                                         | BeÏbarys y Temirtau                                  |
| 2018-19   | Beïbarys Atyrau                                      | Nomad Astana                                         | Arlan y Qulager                                      |
| 2019-20   | Suspendida por la Pandemia de COVID-19 en Kazajistán | Suspendida por la Pandemia de COVID-19 en Kazajistán | Suspendida por la Pandemia de COVID-19 en Kazajistán |
| 2020-21   | Sarıarqa Qarağandy                                   | Arlan Kökşetau                                       | Torpedo y Nomad                                      |
| 2021-22   | Sarıarqa Qarağandy                                   | Arlan Kökşetau                                       | Nomad y Beibarys                                     |
| 2022-23   | Nomad Astaná                                         | Humo Taskent                                         | Sarıarqa y Beibarys                                  |